# Caparaonia itaiquara
Caparaonia itaiquara — вид ящірок родини гімнофтальмових (Gymnophthalmidae). Ендемік Бразилії. Це єдиний представник монотипового роду Caparaonia.

## Поширення і екологія
Caparaonia itaiquara є ендеміками Національного парку Серра-ду-Карапао, розташованого в штатах Мінас-Жерайс і Еспіріту-Санту. вони живуть у ізольованих ділянках гірських атлантичних лісів та на кам'янистих луках кампос-рупестрес, на висоті понад 1800 м над рівнем моря. Живляться безхребетними, відкладають яйця.